# Caroline M. Sawyer

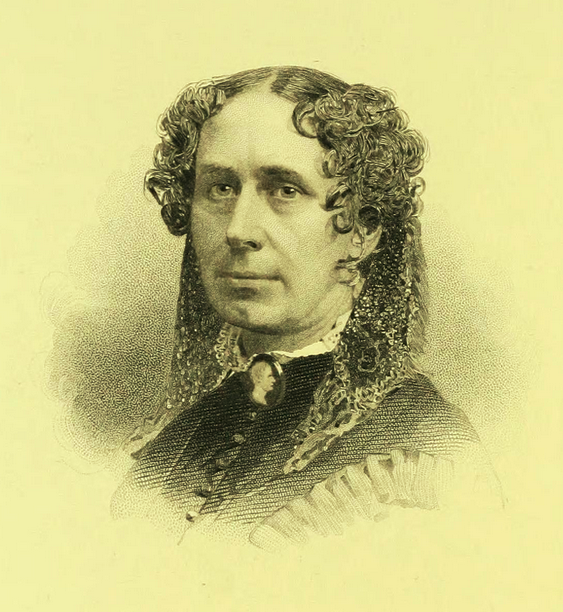
Caroline M. Sawyer (publiziert 1882)

Caroline M. Sawyer (* 10. Dezember 1812 in Newton, Massachusetts, als Caroline Mehitable Fisher; † 19. Mai 1894 in Somerville, Massachusetts) war eine US-amerikanische Schriftstellerin und Herausgeberin.

## Leben
Caroline Fisher wurde Ende 1812 in Newton, Massachusetts, geboren und wuchs nach dem frühen Tod des Vaters bei einem Großvater auf und wurde privat von einem Onkel erzogen. Im Ergebnis erhielt sie eine überdurchschnittlich intensive kulturell-literarische Bildung, die unter anderem die Bibel, William Shakespeare und Plutarch abdeckte. Schon früh begann sie, eigene Gedichte zu schreiben, die unter dem Pseudonym Marpessa in den Magazinen Neuenglands zu veröffentlichen begann. 1831 heiratete sie Thomas Jefferson Sawyer und zog mit ihm nach New York City; fortan publizierte sie unter ihrem Realnamen Caroline M. Sawyer. Ihr Werk zeichnet sich durch eine tiefe Bindung zur christlichen Moral und einer tiefen Verwurzelung in der Theologie des Universalismus aus. Sie publizierte dabei sowohl Gedichte als auch Essays als auch Kurzgeschichten.
1841 veröffentlichte sie eine Auswahl ihrer Kurzgeschichten gesammelt unter dem Titel The Merchant’s Widow, and Other Tales. Vier Jahre später folgte eine vierbände Sammlung von Kindergeschichten mit dem Titel The Juvenile Library; 1847 veröffentlichte sie unter dem Titel Leaves of Antiquity eine englischsprachige Übersetzung von Johann Gottfried Herder, die offenbar hauptsächlich auf dessen unvollendetes Werk Vom Geiste der Ebräischen Poesie zurückgreift. 1852 veröffentlichte sie eine Biografie über eine Gruppe blinder Musiker, 1853 gab sie die Autobiografie und einige Gedichte und Prosa von Julia H. Scott heraus. Daneben war sie von 1850 bis 1858 Herausgeberin des jährlich erscheinenden gift book The Rose of Sharon und war in gleicher Funktion jahrelang für das universalistische Kirchenmagazin Ladies’ Repository tätig. Noch bis kurz vor ihrem Tod im Mai 1894 in Somerville, Massachusetts, verfasste sie zudem Gedichte.

## Veröffentlichungen
Gesammelte Kurzgeschichten
- The Merchant’s Widow, and Other Tales. P. Price, New York 1841.
- The Juvenile Library: A Collection of Moral Tales and Sketches. Vier Bände. C. L. Stickney, New York 1845.

Sachliteratur
- The History of the Blind Vocalists. Douglas & Hempstead, New York 1852.

Herausgeberschaften
- Julia H. Scott: Memoir of Mrs. Julia H. Scott; with her Poems and Selections from her Prose. Abel Tompkins, Boston 1853.

Übersetzungen
- Johann Gottfried Herder: Leaves of Antiquity; or, The Poetry of Hebrew Tradition. M. A. Moses, New Haven 1847.